# Dudelange
Dudelange este un oraș în Luxemburg.